# Bantayanon
 (mai 2024).
Le bantayanon est la langue régionale des îles Bantayan aux Philippines. Il fait partie de la famille des langues bisayanes et est étroitement lié au waray et au hiligaïnon. Il existe trois dialectes du bantayanon, basés dans les trois municipalités qui composent le groupe d'îles : Binantayanun (à Bantayan), Linawisanun (à Madridejos) et Sinantapihanun (à Santa Fe), le plus idiosyncrasique des trois. Il existe également des différences sociolectales entre les locuteurs vivant dans les centres-villes et ceux vivant en dehors, dans les zones plus rurales des îles.

## Histoire du bantayanon
La première mention de la langue parlée sur les îles Bantayan semble provenir de l'historien espagnol et missionnaire jésuite Ignacio Alcina, qui écrit en 1668 :

« Enfin, il aurait pu arriver que des peuples de diverses îles, plus ou moins grandes, soient passés des unes aux autres, comme c'est un fait établi parmi eux. Par exemple, le peuple de l'île de Bantayan, qui est près de Cebu, descend en réalité du peuple de l'île de Samar, ainsi que du côté ouest ou opposé d'Ibabao. Aujourd'hui, ils admettent qu'ils sont liés génétiquement du fait des peuplement des dernière îles à des époques plus récentes. (traduction par les éditeurs) »

Le bantayanon connaît un phénomène de substrat du dialecte du vieux waray qui se propage à travers Bantayan et finalement sur l'île de Panay, et plus tard, le bantayanon a été fortement influencé par le cebuano, notamment au niveau lexical. 

## Études modernes sur le bantayanon
La seule étude publiée sur la langue bantayanon est une thèse de maîtrise des arts présentée à l'université d'État de Mindanao - Iligan Institute of Technology (MSU-IIT) par Minda Carabio-Sexon, dans laquelle elle présente les relations lexicales entre le bantayanon et ses langues voisines, ainsi que les résultats de tests d'intelligibilité mutuelle avec des langues apparentées et dresse un profil sociolinguistique des habitants de l'île. Elle fournit également des transcriptions et des traductions en anglais de deux de ses interviews collectées.
Un projet de documentation du bantayanon est réalisé par la chercheuse Jarrette K. Allen, doctorante à l'université Tulane de La Nouvelle-Orléans.

## Phonologie et orthographe
Le bantayanon compte seize phonèmes consonantiques et trois phonèmes vocaliques. L'orthographe suivante est celle en cours d'élaboration, puisque le bantayanon est toujours considéré comme une langue non documentée/non décrite et sans histoire littéraire. Il s'appuie sur les orthographes du cebuano, du hiligaynon et du philippin, mais diverge cependant à certains égards.
|                    |          | bilabiale | dentales (apicale) | alvéolaire (apicale) | palatale | vélaire | glottale |
| ------------------ | -------- | --------- | ------------------ | -------------------- | -------- | ------- | -------- |
| nasale             | nasale   | m         | n                  |                      |          | ŋ       |          |
| consonne occlusive | sourde   | p         | t                  |                      |          | k       | ʔ        |
| consonne occlusive | voisée   | b         | d                  |                      |          | g       |          |
| battue             | battue   |           |                    | ɾ                    |          |         |          |
| fricatif           | fricatif |           |                    | s                    |          |         | h        |
| spirante           | centrale |           |                    |                      | j        | w       |          |
| spirante           | laterale | (w)       |                    | l                    |          |         |          |

Toutes les occlusives finales du bantayanon sont inaudibles. Il n'a cependant pas été démontré que le bantayanon aspire des consonnes. Il n'y a pas de consonnes syllabiques en bantayanon.
Les phonèmes suivants sont écrits tels qu'ils sont dans l'IPA (tableau ci-dessus) : p b t d k g m n s h w l.
Ces phonèmes s'écrivent ainsi :
- Si un radical en bantayanon ne commence pas par une autre consonne, elle commence par un coup de glotte /ʔ/, mais cette consonne glottale n'est indiquée dans l'orthographe que lorsqu'elle apparaît en milieu de mot en raison d'une affixation ou d'une reduplication.
- Le coup de glotte /ʔ/ s'écrit avec un trait d'union (-) dans toutes les positions médianes au sein d'un mot. Ceci est atypique des langues bisayanes centrales, qui placent généralement un coup de glotte entre les voyelles (comme par exemple aa = /aʔa/). Cependant, il est nécessaire d'écrire des voyelles longues en bantayanon, car elles sont distinctes des voyelles courtes, et cela se fait en doublant la voyelle (c'est-à-dire aa = /aː/) et en marquant tous les coups de glotte médians des mots (aa = /aʔa/).
- Le coup de glotte /ʔ/, en fin de mot (toujours après une voyelle), est indiqué avec un accent grave (par exemple isdà /ʔis.dáʔ/).
- La nasale vélaire /ŋ/ s'écrit ng et peut apparaître au début, au milieu et en fin de mot.
- La consonne battue /ɾ/ s'écrit r.
- Les semi-voyelles /w/ et /j/ sont respectivement écrites w et y.

|          | Antérieure | Centrale | Postérieure |
| -------- | ---------- | -------- | ----------- |
| Fermée   | i          |          | u           |
| Ouvertes |            | a        |             |

Comme le cebuano, le bantayanon n'a que trois phonèmes vocaliques. Il n'y a pas de phonème /o/ ou /e/ en bantayanon, bien que beaucoup utilisent les lettres o et e pour écrire ces sons. Toutes les syllabes du bantayanon contiennent une seule voyelle.